# Aatsista-Mahkan
Aatsista-Mahkan ou Running Rabbit, littéralement « Lapin courant », (vers 1833 - 24 janvier 1911) était un chef de la nation nord-amérindienne des Siksikas (ou Pieds-Noirs). Il était le chef de la bande des Biters à partir de 1871 et l'un des chefs principaux de la tribu à partir de 1892.

## Biographie
Aatsista-Mahkan est né vers 1833 dans le centre de ce qui est aujourd'hui l'Alberta. Son père, Akamukai (Many Swans, « Plusieurs cygnes ») était le chef de la bande siksika des Biters. À l'adolescence, Aatsista-Mahkan devint un guerrier. Il se révéla être un bon guerrier, capturant plusieurs chevaux et tuant 11 ennemis. Il était même surnommé « jeune chef ».
À l'automne 1871, son père mourut et il devint le chef de sa bande. Il était un chef généreux, partageant les chevaux capturés lors de raids avec le reste de la bande. Il était également un bon médiateur entre les membres de la bande. D'ailleurs, lors d'un incident au début des années 1870 alors que sa bande campait près de la rivière Oldman, un jeune homme de sa bande tua accidentellement la fille d'Isapo-Muxika (Crowfoot, « Pied de corbeau ») un chef important de la Confédération des Pieds-Noirs. Ce dernier, fâché, cherchait le jeune homme pour le tuer, mais celui-ci s'était réfugié dans la tente d'Aatsista-Mahkan qui réussit à convaincre Isapo-Muxika qu'il s'agissait d'un accident et lui offrit deux chevaux. Aatsista-Mahkan avait quatre épouses.
En 1877, Aatsista-Mahkan faisait partie des chefs signataires du Traité numéro 7. En 1883, sa bande comprenait 156 membres. Au début des années 1880, après la quasi extinction des bisons et la sédentarisation des Pieds-Noirs, Aatsista-Mahkan se révéla être un bon agriculteur et encouragea sa bande à faire de même. Il fut d'ailleurs noté par un fonctionnaire du ministère des Affaires indiennes comme méritant une mention spéciale puisqu'il avait « bien travaillé avec [ses] propres poneys et avec [ses] bœufs de labour ».
À la suite du décès de No-okska-stumik (Three Bulls, « Trois taureaux ») en 1892, Aatsista-Mahkan fut nommé l'un des deux chefs principaux des Pieds-Noirs aux côtés de Natos-api (Old Sun, « Vieux Soleil »). Ce dernier étant beaucoup plus vieux, Aatsista-Mahkan parlait souvent au nom de la tribu tout entière. Il décéda le 24 janvier 1911 dans sa réserve. La même année, l'ensemble des Pieds-Noirs furent réunis en une seule nation, avec le chef Otahkomiota (Yellow Horse, « Cheval jaune ») à sa tête.